# Roman Marcinkowski (hebraista)
Roman Marcinkowski – polski naukowiec, doktor habilitowany nauk humanistycznych, nauczyciel akademicki Uniwersytetu Warszawskiego i Uniwersytetu Kardynała Stefana Wyszyńskiego w Warszawie. Specjalizuje się w zakresie: kulturoznawstwo - orientalistyka, religioznawstwo, hebraistyka, judaistyka, biblistyka, język hebrajski.
W 1993 na podstawie napisanej pod kierunkiem ks. Józefa Wiesława Rosłona pracy pt. Pamiętniki reba Dowa z Bolechowa. Rękopis z Jews'College London nr 31. Wstęp, edycja, przekład z języka hebrajskiego, komentarz uzyskał na Wydziale Neofilologii Uniwersytetu Warszawskiego stopień doktora nauk humanistycznych w dyscyplinie językoznawstwo. W 2004 na podstawie dorobku naukowego oraz rozprawy pt. Paradygmaty religijności w judaizmie rabinicznym. Miszna i inne teksty talmudyczne o szabacie, święcie, półświęcie i powszedniości na Wydziale Filozoficznym Uniwersytetu Jagiellońskiego nadano mu stopień doktora habilitowanego nauk humanistycznych w dyscyplinie religioznawstwo.
Został adiunktem w Zakładzie Hebraistyki Wydziału Orientalistycznego UW oraz w Katedrze Filologii Biblijnej Wydziału Teologicznego Uniwersytetu Kardynała Stefana Wyszyńskiego w Warszawie.